# Spichlerz w Goleniowie
Spichlerz w Goleniowie – jeden z zabytków miasta Goleniowa, jedyny ocalały z kilku magazynów zbożowych stojących dawniej w porcie nad Iną, zbudowany został w XVIII wieku jako budynek o konstrukcji ryglowej, obecnie nie jest wykorzystywany.

## Historia
W wieku XIV, w dobie rozkwitu osady rybackiej nad rzeką Iną, powstały dwa spichlerze oraz zabudowa portowa. Goleniów dzięki przynależności do Hanzy od 1368 roku prowadził regularną wymianę handlową z krajami nadbałtyckimi. W połowie XVI wieku, w miejscu dwóch małych spichlerzy wybudowano jeden większy. W 1749 rozebrano go, a na fundamentach postawiono nowy, który przetrwał do naszych czasów. Spichlerz jest cennym elementem dawnego pejzażu kulturowego miasta, które przez wieki swoją siłę czerpało z handlu, a istniejący port i spichlerz były tego symbolem. W XIX wieku miasto straciło swoje znaczenie jako port, zaczęły spadać przewozy morskie zarówno na Zalewie Szczecińskim jak i na rzece Inie, ze względu na coraz gorsze warunki żeglugowe, będące skutkiem braku regulacji rzeki. Poza tym XIX wiek to rozwój transportu kolejowego, o niższych kosztach, a większych możliwościach. W 1882 roku Goleniów uzyskał połączenia kolejowe ze Szczecinem i Kołobrzegiem, a dziesięć lat później z Kamieniem Pomorskim. Port stracił wtedy całkowicie swoje znaczenie, a o jego istnieniu przypomina spichlerz.